# برچ-اوشنویو، کالیفرنیا
برچ-اوشنویو (به انگلیسی: Bertsch-Oceanview) یک منطقهٔ مسکونی در ایالات متحده آمریکا است که در شهرستان دل نورت، کالیفرنیا واقع شده‌است. برچ-اوشنویو ۱۴٫۴۴ کیلومتر مربع مساحت و ۲٬۴۳۶ نفر جمعیت دارد و ۶ متر بالاتر از سطح دریا واقع شده‌است.